# Sunes universum
Sunes universum utgörs främst av en serie barn- och ungdomskapitelböcker av Anders Jacobsson och Sören Olsson. Böckerna har utkommit från 1984 och framåt. Ursprungligen sändes berättelserna först som en radioserie, där totalt 90 avsnitt producerades i svensk radio under åren 1983-1993. Böckerna om Sune utspelar sig i den fiktiva orten Glimmerdagg i Sverige, som precis som Berts hemort Öreskoga är beläget någonstans i närheten av Karlskoga och Örebro. Där finns Söderskolan, som har årskurs 1-6. Suneböckerna berättas i presens (nutid), och använder endast preteritum vid tillbakablickar.

## Sune
Sune Andersson är en pojke i skolåldern, som bor i en tvåvåningsvilla med sin pappa Rudolf, mamma Karin, storasyster Anna och lillebror Håkan. I Sune börjar tvåan blir Karin på nytt gravid, och i Självklart, Sune, föds Sunes lillasyster Isabelle. Sunes fullständiga namn är Karl Sune Rudolf Andersson. Rudolf jobbar på kontor, och Karin på bibliotek.
Precis som Bert är Sune intresserad av tjejer, och Sune kallar sig även tjejtjusare. Hans flickvän och barndomsvän heter Sophie Blixt, men Sune visar även intresse för flera andra flickor, såvida de inte är elaka.

## Bakgrund
Det hela började 1983 när Anders Jacobsson som 20-åring arbetade vid en grundskola i Karlskoga. Lite hade förändrats sedan han själv gick i första klass, barnen lekte liknande lekar och barn- och ungdomslitteraturen var sig lik. En dag hörde Jacobsson att Sveriges Radio Örebro efterlyste radioprogram där författaren själv fick bestämma innehållet, så länge det hade lokal anknytning. Han skrev ett avsnitt om Sune, spelade in det i sin egen studio och skickade det till Sveriges Radio Örebro. Avsnittet blev omtyckt, och en serie om Sune efterfrågades. Han skrev flera avsnitt och snart ringde ilskna lyssnare från övriga delar av Örebro län och undrade varför de inte fick höra fortsättningen. Sune kunde snart höras över hela länet. Massor av människor lyssnade på Sune, både i hemmen och arbetsplatserna. Sune var en sjuårig pojke som gick i första klass och brukade umgås med Sophie Blixt och Joakim Fröberg. Sune var ingen tuffing som brukade slåss eller spela fotboll. Istället var han mer intresserad av tjejer. Sune var en pojke av en typ som det sällan skrevs om inom barnlitteraturen.
Det lokala bokförlaget Hegas kontaktade Anders Jacobsson om att de ville ge ut serien i bokform. Sören Olsson illustrerade bilderna i boken "Sagan om Sune", som kom ut lagom till jul 1984. I andra boken, "Sune börjar tvåan" från 1985, började Olsson även skriva. Den tredje boken, som heter Självklart Sune, kom ut 1986 och där står båda som författare. Boken "Sune och Svarta Mannen", kom ut 1989 och var först tänkt att avsluta Suneserien till förmån för Bertserien. Men istället fick serierna löpa parallellt.
Två svenska TV-julkalendrar är baserade på Sune-böckerna: Sunes jul från 1991 samt Håkan Bråkan från 2003. 1998 var Familjen Anderssons sjuka jul Sveriges Radios julkalender. En långfilm producerades 1993, och baserar sig på boken Sunes sommar. Samma bok låg till grund för den danska filmen Sunes familj från 1997. Filmen Håkan Bråkan & Josef, där Sunes lillebror är huvudperson, hade premiär i oktober 2004. Sune i Grekland hade premiär den 25 december 2012, vilken följdes av Sune på bilsemester 2013, en film som i sin tur 2014 följdes upp av Sune i fjällen. 2018 var det premiär för filmen Sune vs Sune, som följdes upp av Sune – Best Man (2019) och Sune – Uppdrag midsommar (2021).

## Böcker

### Kapitelböcker
| Titel                                                 | Utgivningsår |
| ----------------------------------------------------- | ------------ |
| Sagan om Sune                                         | 1984         |
| Sune börjar tvåan                                     | 1985         |
| Självklart, Sune                                      | 1986         |
| Sune och Svarta Mannen                                | 1989         |
| Tjejtjusaren Sune                                     | 1989         |
| Duktigt, Sune!                                        | 1991         |
| Sunes jul                                             | 1992         |
| Sunes sommar                                          | 1994         |
| Supersnuten Sune                                      | 1994         |
| Sune älskar Sophie                                    | 1995         |
| Sunes hjärnsläpp                                      | 1996         |
| Sunes hemligheter                                     | 1997         |
| Gult är fult, Sune                                    | 1998         |
| Plugghästen Sune                                      | 1998         |
| Sune och familjen Anderssons sjuka jul                | 1998         |
| Sune och klantpappan                                  | 1999         |
| Sunes största kärlekar                                | 2000         |
| Släkten är värst, Sune                                | 2001         |
| Sune och Mamma Mysko                                  | 2002         |
| Sune och Tant Tonåring                                | 2003         |
| Allt är guld, Sune                                    | 2004         |
| Sune och syster vampyr                                | 2005         |
| Spik och panik Sune                                   | 2006         |
| Fy katten, Sune                                       | 2007         |
| Sunes tusen tjusarknep                                | 2008         |
| Sune i Grekland                                       | 2009         |
| Sune, det bästa av det värsta                         | 2009         |
| Skämtaren Sune                                        | 2010         |
| Sune (Bearbetning av Sagan om Sune)                   | 2010         |
| Sunes skolresa                                        | 2011         |
| Sune slutar första klass                              | 2011         |
| Sune och tjejhatarligan                               | 2012         |
| Sune: the Superstar!                                  | 2012         |
| Sune och roboten Rudolf                               | 2013         |
| Dra åt skogen, Sune!                                  | 2013         |
| Sune på bilsemester                                   | 2014         |
| Sune värsta killen                                    | 2014         |
| Sunes party                                           | 2014         |
| Sune och den tokiga teatern                           | 2014         |
| Läskigt, Sune (Bearbetning av Sune och Svarta Mannen) | 2014         |
| Sune i fjällen                                        | 2015         |
| Sune i Ullared                                        | 2015         |
| Tjejtjusarmästaren Sune                               | 2016         |
| Sunes sommarstuga                                     | 2016         |
| Bra jobbat, Sune!                                     | 2017         |
| Sunes Halloween                                       | 2017         |
| Zunes stolpskott                                      | 2018         |
| Sunes jul                                             | 2018         |
| Sune VS Sune                                          | 2019         |
| Håll avstånd och tvätta händerna, Sune                | 2021         |
| Sune Best man                                         | 2021         |
| Sune - Tågsemestern                                   | 2023         |

### Bilderböcker
| Titel              | Premiärår |
| ------------------ | --------- |
| Sunes skolväska    | 1996      |
| Sune börjar skolan | 1997      |
| Sunes skolzoo      | 1999      |

## TV-serier
| Titel               | Originalvisning |
| ------------------- | --------------- |
| Sune                | 1987–1988       |
| Sunes jul           | 1991            |
| Håkan Bråkan        | 2003            |
| Sune och hans värld | 2002–2003       |
| Familjen Andersson  | 2023            |

## Långfilmer
| Titel                    | Premiärår |
| ------------------------ | --------- |
| Sunes sommar             | 1993      |
| Sunes familj             | 1997      |
| Håkan Bråkan & Josef     | 2004      |
| Sune i Grekland          | 2012      |
| Sune på bilsemester      | 2013      |
| Sune i fjällen           | 2014      |
| Sune vs Sune             | 2018      |
| Sune – Best Man          | 2019      |
| Sune – Uppdrag midsommar | 2021      |
| Håkan Bråkan             | 2022      |
| Håkan Bråkan 2           | 2024      |

## Serietidning
Det har även givits ut en serietidning, som främst utgick från TV-serien "Sune och hans värld".